# Small Talk (canção)
Small Talk é uma canção da cantora e compositora americana Katy Perry, lançada em 09 de agosto de 2019 através da Capitol Records. Foi anunciado em suas redes sociais em 6 de agosto de 2019.

## Antecedentes e composição
Em julho de 2019, o cantor americano Charlie Puth falou sobre a faixa através de suas redes sociais. Em 06 de agosto de 2019, Katy Perry publicou várias imagens em suas redes sociais da pista. Em 7 de agosto, o cantor apresentou o cover oficial da música. A faixa foi lançada em 9 de Agosto de 2019.

## Vídeo musical
O lyric video foi anunciado por Perry através de suas redes sociais, na noite de 08 de agosto de 2019, sendo publicado simultaneamente no YouTube. Foi dirigido por Tim Fox. Uma semana depois, um vídeo musical horizontal disponível para usuários do Spotify foi lançado.
O vídeo da música para a canção foi lançada em 30 de Agosto de 2019 e tem um concurso de beleza para cães. O vídeo foi dirigido por Tanu Muino.

## Histórico de lançamento
| Região         | Data                   | Formato                    | Gravadora       | Ref    |
| -------------- | ---------------------- | -------------------------- | --------------- | ------ |
| Mundo          | 9 de agosto de 2019    | Download digital streaming | Capitol Records | [ 24 ] |
| Estados Unidos | 20 de agosto de 2019   | Contemporary hit radio     | Capitol Records | [ 25 ] |
| Estados Unidos | 26 de agosto de 2019   | Adult contemporary         | Capitol Records | [ 26 ] |
| Estados Unidos | 29 de novembro de 2019 | 12 inch vinyl              | Capitol Records | [ 27 ] |